# هيكتور فابيان راميريز
هيكتور فابيان راميريز (بالإسبانية: Héctor Fabián Ramírez)‏ (26 يونيو 1982 بكالي في كولومبيا - ) هو لاعب كرة قدم كولومبي في مركز الهجوم. لعب مع Cortuluá ‏.

## وصلات خارجية
- هيكتور فابيان راميريز على موقع قاعدة بيانات كرة القدم.إي يو (الإنجليزية)
- هيكتور فابيان راميريز على موقع Soccerway.com (الإنجليزية)